# مقايسة (رياضيات)
في الرياضيات ، يُقال إن رقمين حقيقيين غير صفريين a و b متقايسان إذا كانت نسبتهما ab عبارة عن عدد كسري؛ وإلا فإنه يقال أن a و b غير متقايسان.
على سبيل المثال الأرقام 3 و 2 قابلين للمقايسة لأن نسبتهم 32 هي عدد كسري، والأرقام {\displaystyle {\sqrt {3}}} و {\displaystyle 2{\sqrt {3}}} أيضًا قابلين للمقايسة لأن نسبتهم {\textstyle {\frac {\sqrt {3}}{2{\sqrt {3}}}}={\frac {1}{2}}} هي عدد كسري، ولكن الأرقام {\textstyle {\sqrt {3}}} و 2 غير قابلين للمقايسة لأن نسبتهم {\textstyle {\frac {\sqrt {3}}{2}}} هي عدد غير كسري.
بشكل عام يستنتج من التعريف أنه إذا كان a و b أي عددين كسريين غير صفريين، فإن a و b قابلين للمقايسة؛ وأيضًا إذا كان a أي عدد غير كسري وكان b أي عدد كسري غير صفري فإن a و b غير قابلين للمقايسة. من ناحية أخرى إذا كان كل من a و b عددين غير كسريين، فإن a و b قد يكونان قابلين للمقايسة أو غير قابلين لها.

## تاريخ المصطلح
يُنسب لجماعة الفيثاغورسيين برهان وجود أعداد غير كسرية.  عندما تكون نسبة طولي خطين غير كسرية، فإن الخطين نفسيهما (وليس طوليهما فقط) يوصفا أيضًا بأنهما غير قابلين للمقايسة.
في الكتاب الخامس من أصول أقليدس ظهر تعريف آخر منفصل أكثر عمومية والتفافا ينتمي لمذهب تناسب القيم الهندسية الإغريقي يسمح بوضع براهين تتضمن أطوال غير متقايسة، ومن ثم تجنب الحجج التي تنطبق فقط على تعريف كان تاريخيًا مقتصر على العدد.
ظهر تصور إقليدس عن القابلية للمقايسة في الحوار بين سقراط والفتى العبد في حوار أفلاطون المعنون مينو، حيث وظف سقراط قدرات الصبي لحل مسألة هندسية مستخدمًا المنهج السقراطي، حيث توصل لبرهان بأسلوب إقليدي في طبيعته مستخدما مبدأ عدم القابلية للمقايسة.
في كتاب أصول إقليدس يُطلق على قطعتين مستقيمتين a و b أنهما قابلين للمقايسة إذا كانت هناك قطعة ثالثة c يمكن وضعها عدد صحيح من المرات للحصول على طول القطعة a، وكذلك يمكن وضعها عدد صحيح آخر مختلف من المرات للحصول على طول القطعة b. لم يستخدم إقليدس أي مفهوم للعدد الحقيقي، لكنه استخدم فكرة تطابق القطع المستقيمة، وأن أحد هذه القطع أطول أو أقصر من الآخر.
أن تكون النسبة ab كسرية هو شرط ضروري وكافٍ لوجود عدد حقيقي c، والأعداد الصحيحة m و n ، بحيث أنَّ
a = mc و b = nc .
للتبسيط نفرض أن a و b أعداد موجبة، يمكن للمرء أن يقول إن مسطرة ما محددة بوحدات طولها c، يمكن استخدامها لقياس كل من القطعة المستقيمة بطول a، وأخرى بطول b. أي أن هناك وحدة طول مشتركة يمكن باستخدامها قياس كل من a و b؛ وهذا هو أصل المصطلح. غير ذلك فإن القطعتين "a" و "b" غير قابلتين للمقايسة.

## في نظرية الزمر
في نظرية الزمر يُقال أن زمرتين جزئيتين Γ1 و Γ2 من المجموعة G متقايستان إذا كان التقاطع Γ1 ∩ Γ2 ذو مؤشر جزئي في كل من Γ1 و Γ 2.
مثال: لنفترض أن a و b رقمان حقيقيان غير صفريين. عندئذٍ تكون مجموعة الأرقام الحقيقة الفرعية R الناتجة من a قابلة للمقايسة مع المجموعة الفرعية الناتجة من b إذًا وفقط إذا كانت الأرقام الحقيقية a و b قابلين للمقايسة، بمعنى أنه إذا كانت النسبة a / b كسرية. وهكذا فإن فكرة الزمر النظرية عن القابلية للمقايسة تشمل مفهوم الأعداد الحقيقية.